# Phaius mishmensis
Phaius mishmensis är en orkidéart som först beskrevs av John Lindley och Joseph Paxton, och fick sitt nu gällande namn av Heinrich Gustav Reichenbach. Phaius mishmensis ingår i släktet Phaius och familjen orkidéer. Inga underarter finns listade i Catalogue of Life.